# Gretton (Northamptonshire)
Gretton – wieś w Anglii, w hrabstwie Northamptonshire, w dystrykcie (unitary authority) North Northamptonshire. Leży 38 km na północny wschód od miasta Northampton i 121 km na północ od Londynu. Miejscowość liczy 1240 mieszkańców.